# Ла-Пуебла-де-Касалья
Ла-Пуебла-де-Касалья (ісп. La Puebla de Cazalla) — муніципалітет в Іспанії, у складі автономної спільноти Андалусія, у провінції Севілья. Населення — 11 434 особи (2010).
Муніципалітет розташований на відстані близько 380 км на південь від Мадрида, 65 км на схід від Севільї.

## Демографія
Динаміка населення (INE ):

## Галерея зображень

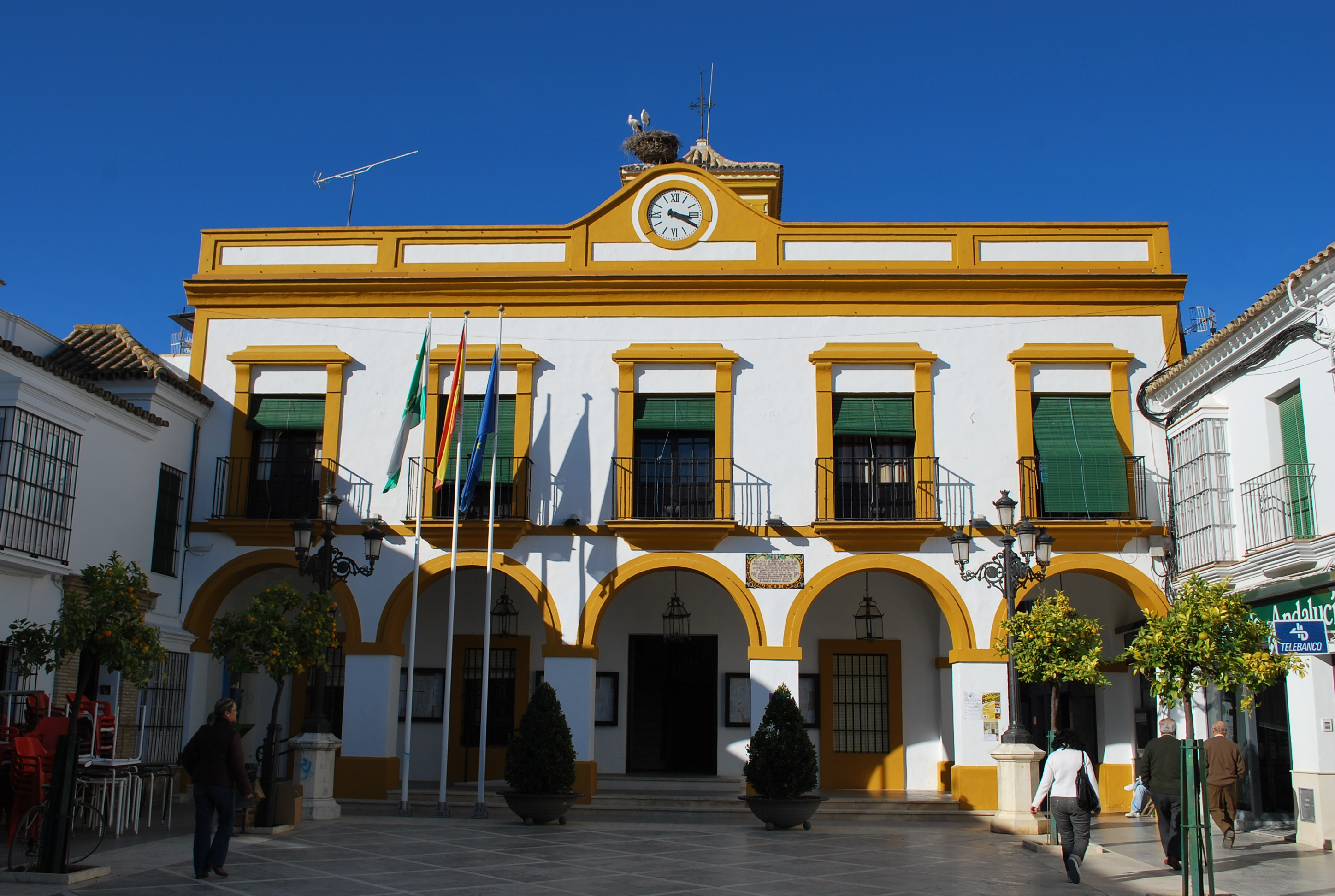
Муніципальна рада